# Upplands runinskrifter 902
Upplands runinskrifter 902 är en runsten som står bland en rad resta stenar längs en gammal väg på södra sidan Hågaån. Den nås antingen över en skogsstig från den gamla järnvägsbanken vid Håga eller från Kvarnbo längs med ån. Runhöjden är 5-6 centimeter.

## Inskriften

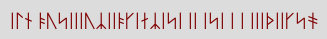
runslingan på U 902

Inskriften går inte att tyda. Runorna är mycket tydliga och väl bevarade, men bokstäverna verkar inte bilda ord eller meningar. i-runan uppträder upprepade gånger som tyder på att det inte heller är frågan om en inskrift i ett runchiffer.

### Inskriften i runor[2]
ᛁᛚᚾ᛫ᚭᚢᛋᛁᛁᛁᚢᛦᛁᛁᚭᚴᛁᛅᛦᛁᛋᛁ᛫ᛁᛁ᛫ᛁᛋᛁ᛫ᛁ᛫ᛁ᛫ᛁᛁᛁᚦᛁᛁᚴᛋᚬ
Translitterering av runraden:
iþnousi--uʀ--okiaʀisi------si ' ----f-þiikso
Normalisering till runsvenska:
... ...
Översättning till nusvenska:
ingen känd översättning finns